# Pachycephala homeyeri
Sibilante-de-crisso-branco ou assobiadeira-de-crisso-branco (Pachycephala homeyeri) é uma espécie de ave da família Pachycephalidae.
Pode ser encontrada nos seguintes países: Malásia e o Filipinas.
Os seus habitats naturais são: florestas subtropicais ou tropicais húmidas de baixa altitude e regiões subtropicais ou tropicais húmidas de alta altitude.